# EB (bier)
EB is een Pools biermerk dat wordt gebrouwen door Browar Elbląg in Elbląg. De brouwerij maakt deel uit van de Grupa Żywiec (61% eigendom van Heineken) en mogelijk wordt het bier ook gebrouwen in een van de andere vier brouwerijen van de groep.

## Varianten
Na de fusie van de brouwerijen tot de Grupa Żywiec werd er flink gesnoeid in het gamma, meestal ten voordele van de lichte blonde lagers en ten nadele van de sterkere donkere lagers en porters.
- EB Premium, blonde lager met een alcoholpercentage van 5,2% (voorheen 5,7%)

Verdwenen uit het assortiment:
- EB Gdanskie, blonde lager met een alcoholpercentage van 5,7%
- EB Porter, donkerbruin bier met een alcoholpercentage van 9,5%
- EB Specjal Pils wordt nu uitgebracht onder de naam Specjal Jasny Pelny